# محالمه
محالمه (به عربی: المحالمة) یک شهرداری در الجزایر است که در استان الجزیره واقع شده‌است.